# Distrito electoral de Coyote (condado de Dawson, Nebraska)
Coyote (en inglés: Coyote Precinct) es un distrito electoral ubicado en el condado de Dawson en el estado estadounidense de Nebraska. En el Censo de 2010 tenía una población de 550 habitantes y una densidad poblacional de 1,86 personas por km².

## Geografía
Coyote se encuentra ubicado en las coordenadas 40°53′44″N 99°47′53″O / 40.89556, -99.79806. Según la Oficina del Censo de los Estados Unidos, Coyote tiene una superficie total de 295.92 km², de la cual 295.86 km² corresponden a tierra firme y (0.02%) 0.06 km² es agua.

## Demografía
Según el censo de 2010, había 550 personas residiendo en Coyote. La densidad de población era de 1,86 hab./km². De los 550 habitantes, Coyote estaba compuesto por el 93.27% blancos, el 0.73% eran afroamericanos, el 0.18% eran asiáticos, el 5.45% eran de otras razas y el 0.36% pertenecían a dos o más razas. Del total de la población el 12.18% eran hispanos o latinos de cualquier raza.